# Giao hưởng số 1 (Dvořák)
Giao hưởng số 1 cung Đô thứ, B. 9, còn được gọi là Những chiếc chuông vùng Slonice, là bản giao hưởng đầu tiên của nhà soạn nhạc người Séc Antonín Dvořák. Ông viết tác phẩm này khi chưa hề có kinh nghiệm nào trong nghề nghiệp, lúc ấy ông mới có 24 tuổi. Điều có thể thấy hiển nhiên là Dvořák muốn kiểm tra sự hiểu biết và khả năng về âm nhạc của mình theo khuôn mẫu của bản giao hưởng này. Điều đáng tiếc là tác phẩm này chưa hề được trình diễn trong suốt cuộc đời của nhà soạn nhạc vĩ đại này và nó bị quên lãng trong một thời gian dài. Tuy nhiên, nó cũng ra mắt trước công chúng vào tháng 10 năm 1936 với dàn nhạc giao hưởng của Nhà hát tỉnh Brno dưới sự chỉ huy của Milan Sachs. 

## Các chương nhạc
Theo truyền thống của nhạc cổ điển châu Âu, tác phẩm gồm 4 chương:

### Chương 1:Maestoso
Đây là chương nhạc được viết với những tiết tấu nhanh. Chương nhạc này giúp chúng ta có thể hình dung được phong cách của Dvořák trong các tác phẩm sau này. Chương nhạc được viết theo phong cách của âm nhạc thời kỳ Cổ điển và nó còn mang phong cách của nhiều nhà soạn nhạc đi trước bởi đơn giản là vì Dvořák còn chưa có nhiều kinh nghiệm sáng tác.

### Chương 2:Adagiomolta
Đây là chương nhạc chậm của bản giao hưởng số 1 của Dvořák. Ở đây, Dvořák dần cho chúng ta thấy những giai điệu có thể xuất hiện trong bản Từ thế giới mới nổi tiếng sau này. Nó mang hơi thở của đất nước Séc quê ông, nhưng vẫn chứa chan một nỗi lòn của người nghệ sĩ lớn. Tuy nhiên, chương 2 không thể hiện ra một sự ảo não ghê gớm nào mà những nốt nhạc cứ cất lên như một dòng sông êm đềm. Đây cũng là chương nhạc dài nhất của tác phẩm. Nó kéo dài khoảng 15 phút.

### Chương 3:Allegretto
Chương 3 được thể hiện với những tiết tấu vừa phải, không quá nhanh hay quá chậm. Nó mang chất anh hùng. Lúc đầu có phần giống với những điệu scherzo sôi động, sau có phần giống những khúc rondo, rồi lại dịu dàng, hiền hòa, kết thúc là những khúc có phần giống scherzo.

### Chương 4: Finale-Allegro animato
Ở chương nhạc này, sự hứng khởi là điều chúng ta có thể cảm nhận được. Những tiết tấu chủ yếu ở đây vẫn là những tiết tấu mang phong cách lãng mạn.